# 천하장사 임꺽정
"천하장사 임꺽정"은 1968년 공개된 대한민국의 영화이다.

## 배역
- 신영균
- 박노식
- 윤정희
- 이예춘
- 태현실
- 김운하
- 김효진
- 양훈
- 도금봉
- 김순철
- 최왕
- 임해림
- 황백
- 하룡
- 윤일주
- 태무진
- 문미봉